# ثقافة الرفاهية
ثقافة الرفاهية هي مصطلح يشير إلى النتائج السلوكية لتوفير حلول التخلص من الفقر (ونعني بهذا الرفاهية) للأفراد منخفضي الدخل. فالرفاهية تعتبر نوعًا من الحماية الاجتماعية، والتي قد تأتي في صورة حوالات نقدية، مثل «شيكات الرفاهية» أو خدمات مدعومة مثل الرعاية الصحية المجانية/المخفضة والإسكان بأسعار مناسبة وغير ذلك الكثير. وقد أقر بيرسون (2006) أنه كما يفعل الفقر، فإن الرفاهية تحدث نتائج سلوكية وتختلف الدراسات بشأن ما إذا كانت الرفاهية تزيد من إمكانات الأفراد أو تتسبب في الاعتماد على مساعدة الحكومة. كما أقر بيرسون بأن الدليل على التأثيرات السلوكية للرفاهية تختلف بين الدول (مثل النرويج وفرنسا والدنمارك وألمانيا على سبيل المثال لا الحصر)، وذلك لأن الدول المختلفة تطبق أنظمة مختلفة للرفاهية.

## دليل التأثيرات السلوكية للرفاهية في الولايات المتحدة
في الولايات المتحدة، يرجع الجدل بشأن تأثير الرفاهية إلى اتفاقية نيو ديل، ولكنه أصبح لاحقًا جدلاً سياسيًا سائدًا بدرجة أكبر مع مولد الرفاهية الحديثة في ظل مشروع الرئيس ليندون بي جونسون المجتمع العظيم. ورغم ذلك، فلم يتم ابتكار مصطلح «ثقافة الرفاهية» حتى عام 1986 بواسطة لورانس إم ميد.

### الرفاهية في الولايات المتحدة

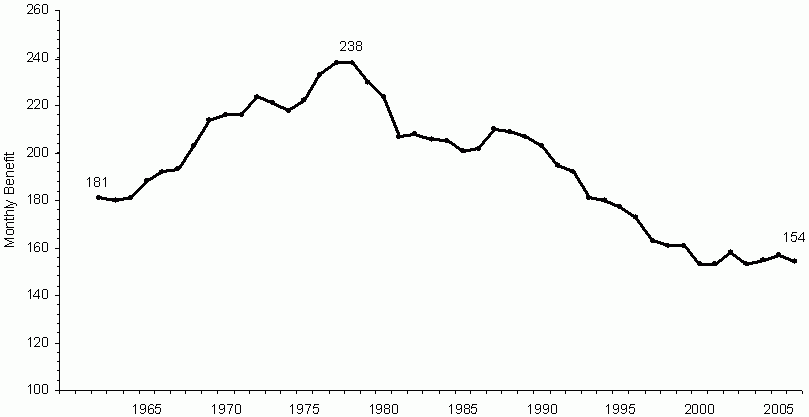
منحدر مزايا الرفاهية منذ عام 1962. (بالدولارات الأمريكية عام 2006)

يمكن استخدام مصطلح الرفاهية للإشارة إلى أي مساعدة حكومية تستخدم لتعزيز رفاهية مواطنيها. ولكن في العقود الأخيرة، تم تقييد مصطلح الرفاهية بحيث يشير إلى برنامج المساعدة المؤقتة للأسر المحتاجة (TANF)، والذي يوفر رواتب شهرية للأسر الفقيرة التي تفي بمجموعة معينة من المعايير. ويستخدم مصطلح «ثقافة الرفاهية» التفسير الأوسع نطاقًا للرفاهية. فعلى سبيل التحديد يشير مصطلح الرفاهية إلى أي من وجميع البرامج الاجتماعية التي توفرها الحكومة. ورغم ذلك، فهناك علماء مثل ديفيد إيلوود ولورانس سومرز (1985) يعتقدون أن الجدل بشأن ثقافة الرفاهية قد يكون أكثر دقة في حالة فحص كل برنامج رفاهية بعينة على نحو فردي. وتتضمن البرامج المعينة: ميديكير وميديكيد ومزايا البطالة ومزايا الإعاقة وغيرها.

### تطور الجدل في الولايات المتحدة
يزعم كينت آر ويفر أن معظم العلماء يستشهدون بـقانون الضمان الاجتماعي لعام 1935 كمصدر نشأت عنه دولة الرفاهية الأمريكية. فقد نجح إصلاح نيو ديل هذا في تفعيل مجموعة واسعة من الخدمات للفقراء والمجهدين ماليًا، بما يتضمن: مزايا البطالة ومساعدة الأسر ذات الأطفال المعيلة (والذي استبدل لاحقًا ببرنامج المساعدة المؤقتة للأسر المحتاجة في ظل إدارة كلينتون) ورواتب دخل التقاعد والإسكان المدعوم وغيرها من المساعدات العديدة.
ووفقًا لتقديرات علماء مثل جون أكسين ومارك جيه ستيرن (2007) فإن قانون الضمان الاجتماعي لعام 1935 والبرامج المؤسسية الحديثة المصاحبة لاتفاقية نيو ديل قد زادت من القدرة على العثور على الوظائف وتجنب الموت جوعًا وتأمين بعض أشكال الإسكان بأسعار مناسبة. علاوة على ذلك، فإن تقديرات الاقتصادي روبيرت كوهين (1973) تقول إن اتفاقية نيو ديل أفسحت المجال لتقليل البطالة من 20% إلى 15% بنهاية أربعينيات القرن الماضي.
يقتبس ستانلي فيلدمان وجون زالر (1992) أقوال عدد من الاقتصاديين والمؤرخين السياسيين الذين عارضوا المساعدات الحكومية، لأن هؤلاء النقاد يثقون بأن الحوافز الاقتصادية خلال الحرب العالمية الثانية كانت هي الحل الحقيقي لمشكلة البطالة والفقر الناتج عن الكساد الكبير. فخلال الحرب، بدأت الصناعات الأمريكية في إنتاج الأسلحة العسكرية والطعام والاحتياجات المادية الأخرى للقوات. وقد أدى هذا الحافز الاقتصادي الجديد، بالإضافة إلى صافي الصادرات وتدفق الذهب، أدى إلى خفض أسعار الفائدة وزيادة الاستثمارات وأعطى فرصة لزيادة الوظائف. وقد بدأت كرستين رومبر (1992) وغيرها من المؤرخين الاقتصاديين المختلفين في توجيه سهام النقد إلى اتفاقية نيو ديل باعتبارها سببًا للاعتماد غير الضروري وغير المبرر على البرامج الحكومية.
ورغم ذلك، فإن جيرولد راسك (2008)، وهو عالم سياسي، يقر بوجود إجماع بين علماء الاقتصاد والتاريخ والسياسة على أن تأثيرات اتفاقية نيو ديل يصعب فصلها عن تأثيرات الحرب العالمية الثانية. ومن ثم، ووفقًا لراسك، فنحن ممنوعون من اشتقاق أي نتيجة شرعية بشأن هذا الجدل.
في أوائل الستينيات، بدأ الرئيس ليندون بي جونسون الحرب على الفقر من خلال طرح عدة عناصر جديدة للرفاهية، بما يتضمن برنامج ميديكير وبرنامج ميديكيد وإضافة زيادات في الإسكان العام المدعوم وغير ذلك الكثير. ويؤمن ديفيد فرام (2002) أن هذه الزيادات في البرامج الحكومية أدت إلى نتائج عكسية، وذلك لأنه اكتشف وجود ارتباطات إيجابية بين المساعدات الحكومية والأفراد الذين لم يكن بمقدورهم تجاوز خط الفقر دون هذه المساعدة. واستنتج فرام أن الرفاهية أدت فقط إلى تنامي الاعتماد على الحكومة.
خلال إدارة جونسون، نشر عالم الاجتماع والسيناتور الأمريكي دانييل باتريك موينيهان دراسة حول آثار الرفاهية على السلوك خلال الستينيات. ويشار بشكل شائع إلى تقريره "The Negro Family: The Case for National Action" (عام 1965) باسم تقرير موينيهان".
ويدافع «تقرير موينيهان» عن زيادة الرفاهية للأسر السوداء الفقيرة، ولكنه عبر أيضًا عن أن الرفاهية لا تعطي إمكانات للمحرومين للعثور على حلول لمشكلاتهم المالية. يقول موينيهان: «إن تدهور الأسرة الزنجية أدى إلى زيادة مروعة في الاعتماد على الرفاهية» وأن الرفاهية رغم أنها مفيدة إلا أنها تمثل إجراءً تفاعليًا يفشل في مواجهة الجذور الحقيقية للفقر. واستنتج موينيهان أن الوسائل الأكثر استباقية لتوفير الإمكانات للأسر السوداء تتضمن تعزيز التدريب المهني وتوفير القيمة في التعليم.
وقد بلغت الحالة السابقة للرئيس جونسون لزيادة مزايا الرفاهية إلى ذروتها في أواخر السبعينيات تحت حكم الرئيس جيمي كارتر عندما كان المنتفعون ببرنامج المساعدة المؤقتة للأسر المحتاجة (TANF) يحصلون على 238 دولارًا أمريكيًا شهريًا (تم تعديلها لمواجهة التضخم). وفقًا لما ذكره مكتب الإحصاء الأمريكي، تمت ملاحظة وجود ارتباط قوي بتقليل الفقر لهذه الفترة، مما يشير إلى وجود رابط بين الرفاهية وتوفير الإمكانات. فقد انخفضت نسبة الفقر من 23% من السكان إلى 12% خلال سنوات حكم الرئيس جونسون. ولم يشهد الفقر أي زيادة مرة أخرى حتى عام 1982 مع مواجهة 15% من الأمريكيين للفقر، وبعدها بعامين شهدت برامج الرفاهية تخفيضات مالية هائلة تحت حكم الرئيس رونالد ريجان.
ورغم ذلك، فهذه النتائج وجهت لها انتقادات هي الأخرى. فوفقًا لمكتب الإحصاء الأمريكي، بدأ الفقر فعليًا في الانخفاض قبل أن يمرر الرئيس جونسون قانون تكافؤ الفرص لعام 1996. بالإضافة إلى ذلك، فقد وصلت البطالة إلى واحد من أقل معدلاتها في التاريخ تحت إدارة الرئيس دوايت دي آيزنهاور بالقرب من نهاية الخمسينيات. وقبل أن يترك آيزنهاور منصبه، تم تقدير نسبة البطالة بحيث انخفضت عن 5%.
وفي عام 1986، طرح لورانس ميد سلسلة من الدراسات حول ثقافة الرفاهية. فقد قام ميد بمقارنة التغيرات التي طرأت على مستويات الدخل ومزايا الرفاهية بين ساكني المدن في الفترة من الستينيات وحتى الثمانينيات. وتقترح دراسات ميد أن أكثر من نصف المتمتعين بالرفاهية جميعهم لن يحتاجوا للبقاء في رفاهية لأكثر من 10 سنوات، ولكن نسبة 12% فقط ستحرم من الرفاهية في أقل من 3 سنوات. ويستنتج ميد أن الرفاهية برهنت على بعض الآثار المثبتة لمساعدة الأسر الفقيرة في الوفاء باحتياجاتها الأساسية والعثور على وظائف، وبهذا تعمل كأداة لإتاحة الإمكانات. ورغم ذلك، فإن ميد يقر بأن نظام الرفاهية يمكنه القيام بأفضل من ذلك. يؤمن ميد أن ثقافة الرفاهية يمكنها توفير الإمكانات بشكل أكثر فعالية إذا كانت المشاركة الإجبارية في البرامج التدريبية التعليمية/الوظيفية مطلوبة من أجل المنتفعين ببرامج الرفاهية.

## خلفية الجدل

### دليل الآثار السلوكية للفقر
درس عالم الأنثروبولوجيا أوسكار لويس الآثار السلوكية للفقر على المكسيكيين الفقراء. وقد طرح لويس مفهوم «ثقافة الفقر» اقترح فيه ما يقرب من سبعين سمة شخصية لاحظها في عقلية الفقراء، بما يتضمن العجز وازدراء الحكومة والافتقار للثقة وانعدام الأمل وإحساس بعدم الجدوى الذي يصاحب البحث عن الوظائف.